# Thoinot Arbeau

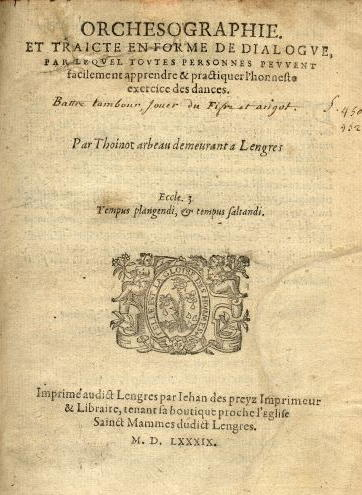
Titelbild der Orchésographie, Ausgabe 1589

Thoinot Arbeau (* 17. März 1519 in Dijon; † 23. Juli 1595 in Langres; eigentlich: Jehan Tabourot) war ein wohlhabender Kanoniker, der den größten Teil seines Lebens als Angehöriger des Klerus an der Kathedrale von Langres verbrachte. Bekanntheit erlangte er nicht durch seine Tätigkeit als Priester, sondern als Verfasser eines Buches über die Tänze seiner Zeit.
Tabourot benutzte das Anagramm seines Namens 1588 für die Veröffentlichung seines Tanzbuches Orchésographie et traité en forme de dialogue, par lequel toutes personnes peuvent facilement apprendre et pratiquer l’honneste exercice des dances. Das Buch enthält nach einleitenden Bemerkungen über Militärmusik, Trommeln und Marschieren detaillierte Anweisungen für zu Zeiten Arbeaus gebräuchliche Tänze, so z. B. Branle, Galliarde, Pavane und Volte. Es folgen Angaben zu Gesellschaftstänzen wie Basse dance, Allemande und Courante, sowie einige Details über volkstümliche Tanzformen wie Moriskentanz und Canarie.
Der Schriftsteller Étienne Tabourot war sein Neffe.

## Werke
- Orchésographie. Reprint der Ausgabe 1588. Olms, Hildesheim 1989, ISBN 3-487-06697-1.